# Mai Tai (popgroep)
Mai Tai is een Nederlandse discogroep die oorspronkelijk als trio werd samengesteld door producenten Eric van Tijn en Jochem Fluitsma.

## Geschiedenis
De groep bestond oorspronkelijk uit drie Nederlandse (in Suriname en de Antillen geboren) vrouwen: Jetty Weels, Mildred Douglas en Carolien de Windt. Douglas en De Windt waren eerder lid van de formatie Fruitcake. Midden jaren tachtig had Mai Tai in Nederland diverse hits in zowel de Nederlandse Top 40, Nationale Hitparade als de TROS Top 50 en boekte ook successen in Europa en de Verenigde Staten. Ook waren ze te horen als achtergrondzangeressen in de hit Kronenburg Park (1985) van de Frank Boeijen Groep.
In 1989 stopte de groep, om daarna in 1993 een comeback te maken in een andere samenstelling. Het succes viel echter tegen. De singles It's Not Over, Are You for Real en Afrodisiac flopten, reden voor de groep om in 1997 opnieuw te stoppen. In 2004 waagde de groep het nogmaals, startend met een songfestival-avontuur. Het trio kwam echter niet verder dan de voorronden.
In augustus 2007 maakte Mai Tai bekend na twintig jaar met een nieuw album te komen. Het album bevatte recent materiaal en een aantal oude hits. In hetzelfde jaar bereikte het trio driemaal de B2B Single Top 100. Een nieuwe versie van 'Body & Soul' werd een clubhit in het Verenigd Koninkrijk.
Door de terugkeer van zangeres Carolien De Windt maakten twee van de drie originele zangeressen in 2011 een comeback. Sindsdien wordt er regelmatig opgetreden door de huidige samenstelling in combinatie met achtergrondzangeressen.
Anno 2022 bestaat de groep uit de oorspronkelijke kernleden Jetty Weels en Carolien de Windt, versterkt met Rowena Oemar, Nancy Zeefuik en Lisa Noya.
Op 10 juni 2022 trad Mai Tai op in Paradiso in verband met het 35-jarig jubileum. Mildred Douglas was daarbij aanwezig, maar deed niet mee. Dit concert, 35 Years of History, dat vanwege de coronapandemie zo'n anderhalf jaar was uitgesteld, werd opgeluisterd door onder meer Berget Lewis, I Am Aisha en George McCrae. Ter gelegenheid van het jubileum werd Bring Back the Music opnieuw uitgebracht in een remix van Pete 'Mixmaster' Hammond.

## Leden
Huidige
- Jetty Weels (1983-heden)
- Carolien de Windt (1983-1989, 1993-1997, 2001-2008, 2012-heden)

Achtergrondzangeressen:
- Rowena Oemar (huidig)
- Nancy Zeefuik (huidig)
- Lisa Noya (huidig)

Voormalige
- Mildred Douglas (1983-1989, 2001-2004)
- Monique Wilsterman (1990-1993)
- Marjorie Lammerts (2004-2008)
- Eve L'Kay (2011-2015)
- Maureen Fernandes (2015-2017)
- Ronda Rensch

## Discografie

### Albums
| Album met eventuele hitnotering(en) in de Nederlandse Album Top 100 | Datum van verschijnen | Datum van binnenkomst | Hoogste positie | Aantal weken | Opmerkingen                     |
| ------------------------------------------------------------------- | --------------------- | --------------------- | --------------- | ------------ | ------------------------------- |
| Mai Tai                                                             | 1984                  | 6-4-1985              | 12              | 20           |                                 |
| 1 touch 2 much                                                      | 1986                  | 28-6-1986             | 24              | 11           |                                 |
| Cool is the rule                                                    | 1987                  |                       | -               |              |                                 |
| The very best of Mai Tai                                            | 1991                  |                       | -               |              | Verzamelalbum                   |
| History 1996                                                        | 1996                  |                       | -               |              | Verzamelalbum                   |
| Mai Tai history - The essential collection                          | 1998                  |                       | onb             |              | Verzamelalbum                   |
| Onder voorbehoud                                                    | 2008                  |                       | onb             |              | Nederlandstalig & 4 bonustracks |
| 25 jaar Mai Tai                                                     | 2009                  |                       | onb             |              |                                 |

### Singles
| Single met eventuele hitnotering(en) in de Nederlandse Top 40 | Datum van verschijnen | Datum van binnenkomst | Hoogste positie | Aantal weken | Opmerkingen                             |
| ------------------------------------------------------------- | --------------------- | --------------------- | --------------- | ------------ | --------------------------------------- |
| Keep on dancin'                                               | 1983                  | -                     | -               | -            |                                         |
| What goes on                                                  | 1984                  | 14-7-1984             | 30              | 3            |                                         |
| Body and soul                                                 | 1984                  | 27-10-1984            | 31              | 3            |                                         |
| Am I losing you forever                                       | 1985                  | 16-2-1985             | 27              | 6            | TROS Paradeplaat Hilversum 3            |
| History                                                       | 1985                  | 4-5-1985              | 22              | 6            | AVRO's Radio en TV-Tip Hilversum 3      |
| Female intuition                                              | 1986                  | 25-1-1986             | 9               | 9            | Veronica Alarmschijf Radio 3            |
| Turn your love around                                         | 1986                  | 31-5-1986             | 7               | 8            | Veronica Alarmschijf Radio 3            |
| 1 touch 2 much                                                | 1986                  | 20-9-1986             | tip             |              |                                         |
| Bet that's what you say                                       | 1987                  | 30-5-1987             | 36              | 3            |                                         |
| Fight fire with fire                                          | 1987                  | 28-11-1987            | 31              | 4            |                                         |
| Dance in the light                                            | 1988                  | -                     | -               | -            |                                         |
| I want you                                                    | 1994                  | -                     | -               | -            |                                         |
| Are you for real                                              | 1995                  | -                     | -               | -            |                                         |
| Afrodisiac                                                    | 1996                  | -                     | -               | -            |                                         |
| Bring back the music                                          | 2004                  | -                     | -               | -            |                                         |
| Don't forget to live                                          | 2005                  | -                     | -               | -            |                                         |
| Don't be afraid                                               | 2005                  | -                     | -               | -            |                                         |
| Automatic                                                     | 2006                  | -                     | -               | -            |                                         |
| Vrouwelijke intuïtie                                          | 2007                  | 24-02-2007            | -               | -            | met Johan Vlemmix #67 in Single Top 100 |
| 100% voce / 100% van jou                                      | 2007                  | 16-06-2007            | -               | -            | #24 in Single Top 100                   |
| Bijna                                                         | 2007                  | 22-12-2007            | -               | -            | #89 in Single Top 100                   |
| Kronenburg Park / De wereld draait door                       | 2008                  | -                     | -               | -            |                                         |
| Body and soul (7th Heaven Mixes)                              | 2010                  | -                     | -               | -            |                                         |
| Baby I want you back                                          | 2014                  | -                     | -               | -            |                                         |
| One nite man                                                  | 2015                  | -                     | -               | -            |                                         |
| Bring back the music 2021 (Pete Hammond remixes)              | 2021                  | -                     | -               | -            |                                         |

### NPO Radio 2 Top 2000
| Nummer met noteringen in de NPO Radio 2 Top 2000 | '99  | '00 | '01  | '02  |
| ------------------------------------------------ | ---- | --- | ---- | ---- |
| Am I Losing You Forever                          | 1401 | -   | 1551 | 1316 |

1. ↑  Een '-' betekent dat het nummer niet was genoteerd en een vetgedrukt getal geeft de hoogste notering aan.
2. ↑  Deze tabel is bijgewerkt tot en met de laatste editie (2024).